# Kanuslalom-Europameisterschaften 2005
Die Kanuslalom-Europameisterschaften 2005 fanden in Tacen, Slowenien, unter der Leitung des Europäischen Kanuverbandes (ECA) statt. Es war die 6. Ausgabe des Wettbewerbs und sie fanden vom 24. bis zum 26. Juni 2005 statt.

## Ergebnisse
Insgesamt wurden acht Wettbewerbe austragen.

### Männer

#### Canadier
| Wettbewerb | Gold | Gold   | Silber                                                                                           | Silber | Bronze | Bronze |
| ---------- | --- | ------ | ------------------------------------------------------------------------------------------------ | ------ | --- | ------ |
| C1         | Stefan Pfannmöller                                                                                            | 200,55 | Alexander Slafkovský                                                                             | 201,32 | Stuart McIntosh                                                                                              | 201,74 |
| C1 Team    | SlowakeiMichal Martikán Juraj Minčík Alexander Slafkovský                                                     | 227,33 | DeutschlandStefan Pfannmöller Nico Bettge Jan Benzien                                            | 227,57 | TschechienTomáš Indruch Jan Mašek Stanislav Ježek                                                            | 230,10 |
| C2         | TschechienJaroslav Volf/Ondřej Štěpánek                                                                       | 211,60 | TschechienMarek Jiras/Tomáš Máder                                                                | 212,82 | SlowakeiLadislav Škantár/Peter Škantár                                                                       | 213,08 |
| C2 Team    | SlowakeiPavol Hochschorner & Peter Hochschorner Milan Kubáň & Marián Olejník Ladislav Škantár & Peter Škantár | 241,69 | DeutschlandKay Simon & Robby Simon Marcus Becker & Frank Henze Christian Bahmann & Michael Senft | 241,91 | FrankreichPhilippe Quémerais & Yann Le Pennec Christophe Luquet & Pierre Luquet Martin Braud & Cédric Forgit | 247,83 |

#### Kajak
| Wettbewerb | Gold                                             | Gold   | Silber                                                     | Silber | Bronze                                                      | Bronze |
| ---------- | ------------------------------------------------ | ------ | ---------------------------------------------------------- | ------ | ----------------------------------------------------------- | ------ |
| K1         | Helmut Oblinger                                  | 187,39 | Peter Kauzer                                               | 188,25 | Erik Pfannmöller                                            | 188,86 |
| K1 Team    | SlowenienPeter Kauzer Dejan Kralj Andrej Nolimal | 208,75 | DeutschlandErik Pfannmöller Alexander Grimm Fabian Dörfler | 211,86 | ItalienPierpaolo Ferrazzi Stefano Cipressi Daniele Molmenti | 213,75 |

### Frauen

#### Kajak
| Wettbewerb | Gold                                                   | Gold   | Silber                                                | Silber | Bronze                                                         | Bronze |
| ---------- | ------------------------------------------------------ | ------ | ----------------------------------------------------- | ------ | -------------------------------------------------------------- | ------ |
| K1         | Mandy Planert                                          | 216,01 | Štěpánka Hilgertová                                   | 216,32 | Irena Pavelková                                                | 219,08 |
| K1 Team    | SlowakeiElena Kaliská Jana Dukátová Gabriela Zamišková | 253,49 | DeutschlandClaudia Bär Mandy Planert Heike Frauenrath | 263,61 | ÖsterreichJulia Schmid Violetta Oblinger-Peters Corinna Kuhnle | 288,47 |

## Medaillenspiegel
| Platz  | Land                   | Gold | Silber | Bronze | Gesamt |
| ------ | ---------------------- | ---- | ------ | ------ | ------ |
| 1      | Slowakei               | 3    | 1      | 1      | 5      |
| 2      | Deutschland            | 2    | 4      | 1      | 7      |
| 3      | Tschechien             | 1    | 2      | 2      | 5      |
| 4      | Slowenien              | 1    | 1      | 0      | 2      |
| 5      | Österreich             | 1    | 0      | 1      | 2      |
| 6      | Frankreich             | 0    | 0      | 1      | 1      |
| 6      | Vereinigtes Königreich | 0    | 0      | 1      | 1      |
| 6      | Italien                | 0    | 0      | 1      | 1      |
| Gesamt |                        | 8    | 8      | 8      | 24     |